# Iglesia de San Juan Bautista (Alatoz)
La iglesia de San Juan Bautista de Alatoz, en la Manchuela albaceteña, es un templo católico declarado Bien de interés cultural, con códigos: RI-51-0004983 y RI-51-0007103, del 24 de noviembre de 1983.
Pertenece al arciprestazgo de Chinchilla de la diócesis de Albacete.

## Descripción histórico-artística
Se trata de un templo del siglo XVIII, del que se dispone de prácticamente nada de información sobre su construcción.
De fábrica de cal y canto con hiladas de ladrillo, la forma de construirse recuerda la técnica conocida como aparejo toledano. El sillar es empleado tan solo para enmarcar puertas, en las cornisas de separación y en las esquinas del cuerpo superior de la torre campanario, como refuerzo.
Se sabe muy poco sobre la historia de su construcción, aunque puede asegurarse que en 1761 ya existían la cabecera y el crucero de la iglesia, aunque no disponía todavía de cubierta. El templo se concluyó en 1780, cuando se realizó la solemne bendición del templo, que desde 1776 debió estar construyéndose bajo la supervisión del alarife de Zarra.
Presenta planta de cruz latina con capillas laterales conectadas entre sí y con un crucero cubierto por una cúpula apoyada sobre pechinas. La nave central presenta bóveda con lunetas. En su exterior pueden observarse dos puertas de acceso de interés, destacando la que presenta decoración en almohadillas.
Destaca en su interior el retablo neoclásico, obra de Lorenzo Alonso Franco de 1806, así como las imágenes de diversos autores entre los que destaca el discípulo de Francisco Salzillo, Roque López, de quien cabe señalar su Nazareno y su Dolorosa (imagen de vestir).